# Inmaculada Casas Flecha
Inmaculada Casas Flecha (España, siglo XX) es una viróloga e investigadora científica española. Es la directora de la Unidad de Virus Respiratorios y Gripe del Centro del Nacional de Microbiología del Instituto de Salud Carlos III, y del Centro Nacional de Gripe de la Organización Mundial de la Salud (OMS) de Madrid.

## Trayectoria
Casas se doctoró en Farmacia por la Universidad Complutense de Madrid (UCM) con la tesis Caracterización de la respuesta de anticuerpos a nivel sistémico e intratecal y detección de virus en las infecciones del sistema nervioso central producidas por virus herpes neurotrópicos. Las investigaciones científicas de Casas buscan diagnosticar y caracterizar infecciones víricas y estudiar los virus como agentes etiológicos. En la Universidad de Mánchester, como parte de su formación posdocotral, investigó sobre "nuevos sistemas de detección de enterovirus y su implicación en diferentes enfermedades neurológicas".
En 2001, empezó a trabajar en la Unidad de Virus Respiratorios y Gripe del Centro del Nacional de Microbiología del Instituto de Salud Carlos III, de la que se convirtió en su directora, en 2012. También es responsable del Centro Nacional de Gripe de la Organización Mundial de la Salud de Madrid.
Es socia y secretaria de la Junta Directiva de la Sociedad Española de Virología. Entre 2003 y 2008, formó parte de la Unidad de Alerta y Emergencia del Instituto de Salud Carlos III. Además, Casas participa en comités técnicos del Ministerio de Sanidad y es la representante de España ante el Centro Europeo para la Prevención y Control de Enfermedades.
En 2020, fue una de los miembros del comité de científicos que asesoró al gobierno español durante la pandemia por la COVID-19, bajo la dirección de Fernando Simón.
Ha escrito más de un centenar de artículos científicos. Ha participado en diferentes proyectos de investigación nacionales e internaciones; y dos de las patentes propiedad del Instituto de Salud Carlos III, fueron una invención de Casas. También realiza conferencias y ponencias sobre su especialidad en eventos del sector, y es una de las coordinadoras del "Máster Universitario Microbiología Aplicada a la Salud Pública e Investigación en Enfermedades Infecciosas" que imparte la Universidad de Alcalá.